# Coroisânmărtin (gmina)
Coroisânmărtin – gmina w Rumunii, w okręgu Marusza. Obejmuje miejscowości Coroi, Coroisânmărtin, Odrihei i Șoimuș. W 2011 roku liczyła 1447 mieszkańców.